# Fred Couples
Frederick Stephen "Fred" Couples (født 3. oktober 1959 i Seattle, Washington, USA) er en amerikansk golfspiller, der pr. juli 2008 står noteret for 15 sejre på PGA Touren. Hans bedste resultat i en Major-turnering er hans sejr ved US Masters i 1992.
Couples har 5 gange, i 1989, 1991 og 1993, 1995 og 1997 repræsenteret det amerikanske hold ved Ryder Cuppen. 